# Des hommes à part
Pour plus de détails, voir Fiche technique et Distribution.
Des hommes à part est un documentaire français réalisé par Eddy Vicken et Yvon Bertorello, présentant des portraits de prêtres, au cœur de la Fraternité sacerdotale Saint-Pierre.

## Autour de la création d'un documentaire
À partir de l'été 2008, deux réalisateurs, Yvon Bertorello et Eddy Vicken - lauréats du Prix Marcel Jullian 2010 pour leur documentaire Veilleurs dans la nuit - et une équipe de cadreurs et de preneurs de son se déplacent dans divers apostolats de la Fraternité Saint-Pierre autour du monde.
Leur but ? Réaliser un film pour la télévision, présentant la vie de prêtres et de séminaristes aujourd’hui. Qui sont ces hommes, jeunes pour la plupart, qui se donnent totalement au Christ, et dont la vie suscite autant d’interrogations, voire parfois de critiques ? Pour y répondre, ce documentaire, intitulé Des hommes à part enquête sur eux au cœur d’une communauté, pour vous dévoiler, pour la première fois, quelques secrets de leur vie.
Plus d’un an de tournage a été nécessaire pour parcourir le monde, pour découvrir le séminaire de Wigratzbad et la vie des étudiants-prêtres, pour accompagner l’anniversaire de la Fraternité à Rome dans sa paroisse personnelle, pour assister à une ordination sacerdotale, pour suivre l’apostolat quotidien de prêtres en France, et jusque dans les missions éloignées de Colombie. 
Plusieurs mois supplémentaires ont été nécessaires aux studios pour le montage, le découpage des rushs, l’enregistrement à Prague d’une musique originale écrite par Thierry Malet, les traductions en cinq langues, le sous-titrage, ou le prêt de la célèbre voix de Michael Lonsdale pour les commentaires.

## Deux coréalisateurs

### Eddy Vicken
Eddy Vicken fut tour à tour assistant-réalisateur, monteur et cadreur, avant de se consacrer au film documentaire en qualité d’auteur et de réalisateur pour la série Ces messieurs de la famille, dédiée aux cinéastes français de l'âge d'or du cinéma. Il a alors collaboré avec Jane Fonda, Claudia Cardinale et Brigitte Bardot.
Avec son coauteur, Yvon Bertorello, il réalisé un film sur le Mont Athos, république monastique millénaire, interdite aux femmes et aux caméras, avec le défi de tourner sur des conditions humaines ou des réalités hors de portée, car située dans des lieux interdits ou isolés. Son film suivant, Veilleurs dans la nuit aborde la question de l’engagement monastique. Il prépare actuellement un film consacré au négationnisme d'État du génocide arménien en Turquie ainsi qu'une série sur les Hauts Lieux de la spiritualité.

### Yvon Bertorello
Historien, journaliste, essayiste, reporter religieux, Yvon Bertorello partage son temps entre la France et l’Italie.
Il collabore régulièrement à des émissions de télévision (TF1, France 2, Canal+, chaînes italiennes) ; il est auteur-réalisateur de films documentaires pour des chaînes de télévision. Avec Eddy Vicken, il est coauteur du Mont Athos et prépare une série sur les hauts lieux du Christianisme: Les Coptes aux sources du Nil bleu, Le Vatican et la France, etc.
Il est aussi scénariste de BD (Codex Sinaïticus (3 volumes) chez Glénat avec Arnaud Delalande, Prince de Sassoun chez 12 bis avec Alban Guillemois, auteur chez Albin Michel et Via Médias Lité.
Pour la coréalisation de son film documentaire Veilleurs dans la nuit avec la voix off de Michael Lonsdale en 2009, il a reçu le prix Marcel Jullian 2010 ainsi que le prix Mirabile dictu du Vatican.

## Un tournage international
| En France                                                          | En Allemagne        | En Italie | En Colombie            |
| ------------------------------------------------------------------ | ------------------- | --------- | ---------------------- |
| Brannay, Yonne Clermont, Landes Sées, Orne Neuilly-le-Réal, Allier | Wigratzbad, Bavière | Rome      | Anolaima, Cundinamarca |

## Un sujet d'actualité
- Une vision du prêtre aujourd’hui
- Une communauté fondée grâce au soutien du cardinal Ratzinger en 1988
- 376 membres de 34 nationalités œuvrant dans 16 pays (197 implantations)
- Un témoignage audacieux pour le XXIe siècle

« Qui sont-ils, ces hommes vêtus de noir, portant dans le monde la soutane comme signe de leur appartenance à Dieu ? D’où viennent-ils, avec leur jeunesse qui respire l’éternité ? Que disent-ils au monde de demain, qui fasse que chacun se sente concerné ? »
« J’ai trente-cinq ans. Je suis prêtre de la Fraternité sacerdotale Saint-Pierre depuis dix ans ; donné à Dieu pour mieux servir les hommes. Une vie ordinaire ? Non. Chaque jour apporte de nouvelles joies et des expériences incroyables. Porter Dieu au monde d’aujourd’hui est une véritable aventure, matérielle autant que spirituelle. Je suis heureux comme au premier jour mon choix. »
« Ce n’est pas vous qui m’avez choisi ; mais c’est moi qui vous ai choisis et vous ai établis pour que vous alliez et portiez du fruit et que votre fruit demeure, afin que tout ce que vous demanderez au Père en mon nom, il vous le donne. Ce que je vous commande, c’est de vous aimer les uns les autres. (Évangile selon Jean, XV, 16-17) »

— Dos de la couverture de la jaquette du DVD, 2010

## Fiche technique
- Musique : Thierry Malet
- Distribution : AVM Diffusion-distribution
- Langue : français - anglais - allemand - espagnol - italien
- Format : couleur - 16/9